# Dolni Glawanak
Dolni Glawanak (oder Dolni Glavanak, bulgarisch Долни Главанак) ist ein bulgarisches Dorf in der Gemeinde Madscharowo in der Provinz (Oblast) Chaskowo im Südosten des Landes, nahe der bulgarisch-türkische Grenze.
Das Dorf liegt in den Landschaft Thrakien im Rhodopen-Gebirge, ca. 35 km westlich vom Charmanli und 55 km südwestlich von Chaskowo. Das Gemeindezentrum Madscharowo befindet sich 12 km südlich vom Dorf.

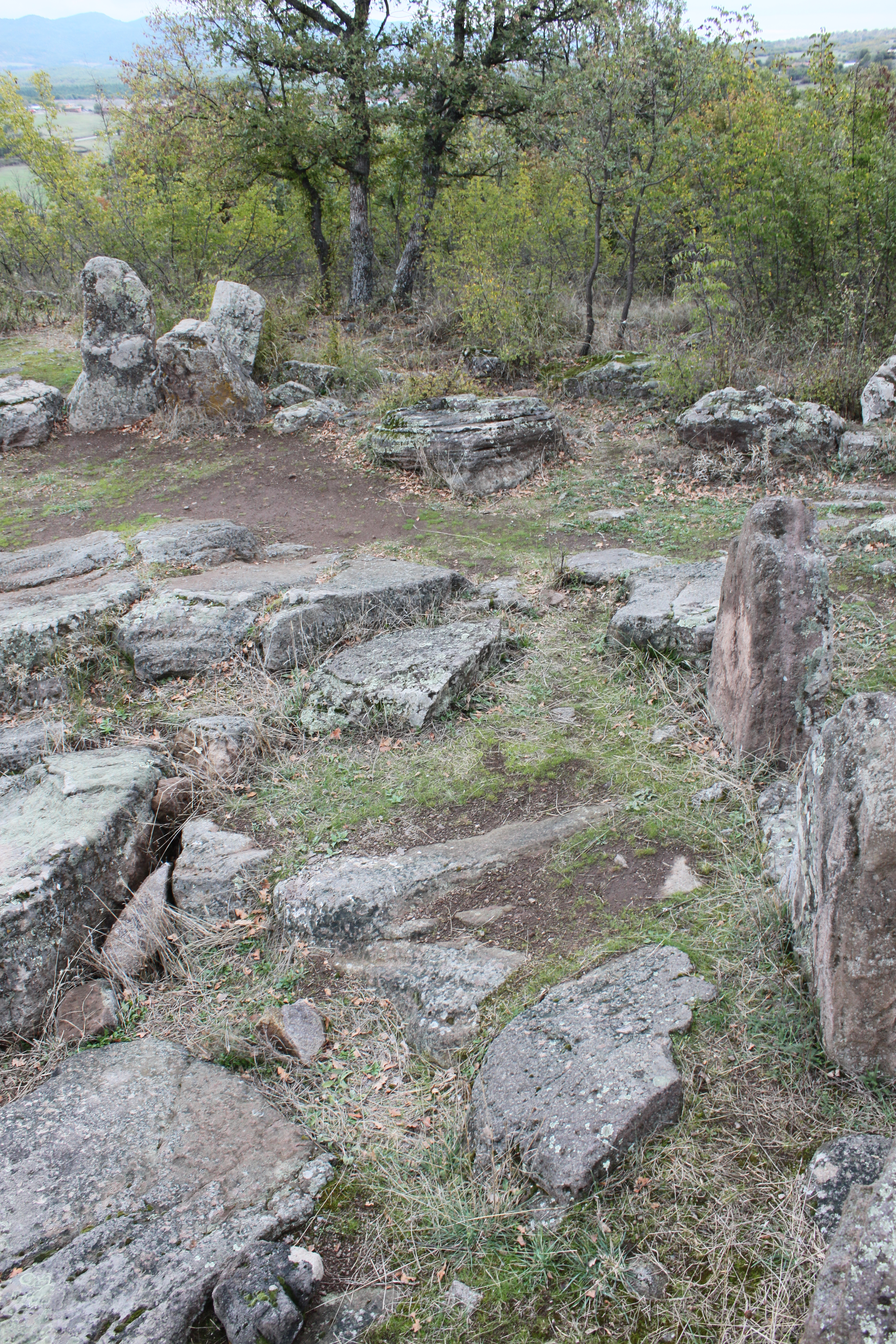
Cromlech von Dolni glavanak

Nach dem Balkankrieg (1912/13) ließen sich im Dorf bulgarische Flüchtlinge (→ thrakische Bulgaren) aus West- und Ostthrakien im heutigen Griechenland und der Türkei nieder. In den 1930er Jahren wurde die Georgskirche gebaut.

## Funde
Hauptartikel: Cromlech bei Dolni Glawanak
1998 wurde bei Dolni Glawanak ein Cromlech entdeckt. Bei archäologischen Erforschung 1999 wurde festgestellt, dass der Komplex in der zweiten Phase der frühen Eisenzeit (8. bis 6. Jahrhundert v. Chr.) errichtet wurde. Belege für die dort durchgeführten Kulthandlungen geben vorgefundene Scherben von Tongefäßen, Farbreste und Metallgegenstände. Gefunden wurden sie vorwiegend im Bereich der Steinblöcke. Die Kulteinrichtung wurde über einen langen Zeitraum hinweg benutzt. Dort wurden auch in der späten Eisenzeit (5. bis 1. Jahrhundert v. Chr.) Kulthandlungen durchgeführt. Einzelne Funde belegen, dass dort auch im Mittelalter Kulte durchgeführt wurden.